# Familia Kalinowski
Kalinowski fue  una familia polaca, perteneciente a la nobleza polaca-lituana del Reino de Polonia, el Gran Ducado de Lituania, y el  Ducado de Rutenia. Eran descendientes de Andrzej Kalinowski (1465 – 1531). 

## Historia
La historia de la familia Kalinowski estuvo directamente relacionada con Podolia durante aproximadamente 200 años y fueron los ejecutores de la expansión polaca en tierras ucranianas. Lucharon contra la Rebelión de Jmelnytsky entre 1648-1654. Igualmente, los Kalinowski fortalecieron las fronteras meridionales de la provincia de Bratslav a principios del siglo XVII, construyendo nuevas ciudades, castillos y monasterios. 
En Podolia, a mediados del siglo XVI, los hermanos Jan y Marcin Krishtof, consiguieron territorios cerca de Kamianets-Podilskyi. Marcin, el más joven de ellos, se convirtió en el fundador de la línea Hetman de Kalinovski. Pronto los Kalinovski aparecen en Bratslav. En 1590-1596 Marcin Kalinovskiy se convirtió en propietario de importantes territorios en la margen izquierda del Dniester y se convirtió en el mayor propietario al este de Podolia. En 1604, su hijo Valenty-Alexander consiguió el puesto de jefe de Vínnitsa y Bratslav, durante nueve años. Se apropió de todas las tierras y casas de los habitantes de Vínnitsa.  
Después de un incendio en el castillo de Vínnitsa, Valenty Kalinovsky construyó un nuevo castillo y palacio en la isla de Kempa. Según los contemporáneos, el palacio sorprendía por su belleza y riqueza. 
En 1611 Kalinovski invitó a los jesuitas de Kamianets a Vínnitsa. Construyeron su monasterio rápidamente y comenzaron su actividad misionera contra los ortodoxos. En 1609, según las decisiones de Sejm, Kalinovski tiene un enorme territorio desierto en la provincia de Bratslav, en el este, "desierto Uman". Valentiy Kalinovskiy participó en muchas batallas con la horda, y recibió por su valentía un título "del general de la tierra de Podillia". 
En 1620, en la batalla con el ejército turco en Cecora, Valentiy-Olexander Kalinovski y su hijo Voytsekh fueron asesinados. Otros hijos Adam, Ezi y Martin han dividido los terrenos patrimoniales entre ellos. Adán obtuvo Nestervar (Tulchin), Adamgorod (Trostianets) y Krasnopillia (Kirnasivka); Ezi se convirtió en el dueño de Nemyriv y Mogilyov; Martin recibió el castillo familiar en Gusiatin. 
Adam Kalinovski fue el Jefe de Vínnitsa durante 16 años. A diferencia de su padre, patrocinó la orden de los dominicanos e invirtió mucho dinero en la construcción de su monasterio. Figura especialmente apreciable en la vida política de Bratslav de mediados del siglo XVII fue Martin Kalinovski. Su carrera de servicio fue rápida, incluso para ese momento. A principios de los años 20, se convirtió en el Jefe de Lityn y Bratslav, en 1626 - el "podkomoriy" Kamianets, y en 1635 - el gobernador de Chernigov. En 1646, Martin Kalinovski fue nombrado coronel hetman, y en dos años, antes de la Rebelión de Jmelnytsky, aceptó la provincia de Bratslav. Durante 20 años Kalinovskiy participó en diez batallas, estuvo en guerra con los suecos, los tártaros, en 1633 fue herido cerca de Smolensk. Justo al comienzo de la revuelta bajo el liderazgo de Bogdan Khmelnitskiy, en mayo de 1648, las fuerzas de Kalinovskiy fueron completamente derrotadas por el Ejército de cosacos ucraniano cerca de Korsun. Kalinovskiy llegó al cautiverio tártaro. Cuando regresó de Crimea, en el invierno de 1651, llevó a cabo una agresión a gran escala contra Bratslavs. Durante el ataque, el ejército polaco atacó y ocupó Murafa, Stina, Jampil, Shargorod. En aquellos días, en Krasne, el coronel cosaco Danilo Nechay fue asesinado. Las fuerzas de Martin Kalinovskiy fueron detenidas cerca de Vínnitsa por otro legendario coronel, Iván Bogun. El último en su vida acción militar fue llevado a cabo por Martin Kalinovskiy en tierras de Bratslav. En mayo de 1652, cerca de la montaña de Batyg, cerca de Ladyzin, su ejército fue rodeado y destruido por el ejército de cosacos y tártaros. Martin Kalinovski y su hijo Samuil fueron asesinados. La batalla de Batozska es una de las páginas más famosas en la historia de la Rebelión de Jmelnytsky.

## Miembros notables
- Marcin Kalinowski[1] (ca 1605 - 1652)

## Escudo de armas

El escudo de la familia Kalinovski representa una flecha de plata en un campo rojo dirigido por el punto hacia arriba. El emplumado de la flecha se divide en dos, en ambos lados hay estrellas doradas de seis puntas.